# Circondario di Abéïbara
Il circondario di Abéïbara è un circondario del Mali facente parte della regione di Kidal. Il capoluogo è Abéïbara.

## Geografia antropica

### Suddivisioni amministrative
Il circondario di Abeïbara è suddiviso in 3 comuni:
- Abéïbara
- Boghassa
- Tinzawatène